# Wakasa (Fukui)
Wakasa (jap. 若狭町, -chō) ist eine Kleinstadt im Landkreis Mikata-Kaminaka der Präfektur Fukui in Japan.

## Geographie
Wakasa liegt südlich von Fukui und nördlich von Kyōto an der Wakasa-Bucht.

## Geschichte
Die Gemeinde ging am 31. März 2005 aus dem Zusammenschluss der Gemeinden Mikata (三方町, -chō) und Kaminaka (上中町, -chō) des Landkreises Mikata hervor. 

## Verkehr
- Straße:
  - Nationalstraße 27, 303
- Zug
  - JR-Obama-Linie

## Angrenzende Städte und Gemeinden

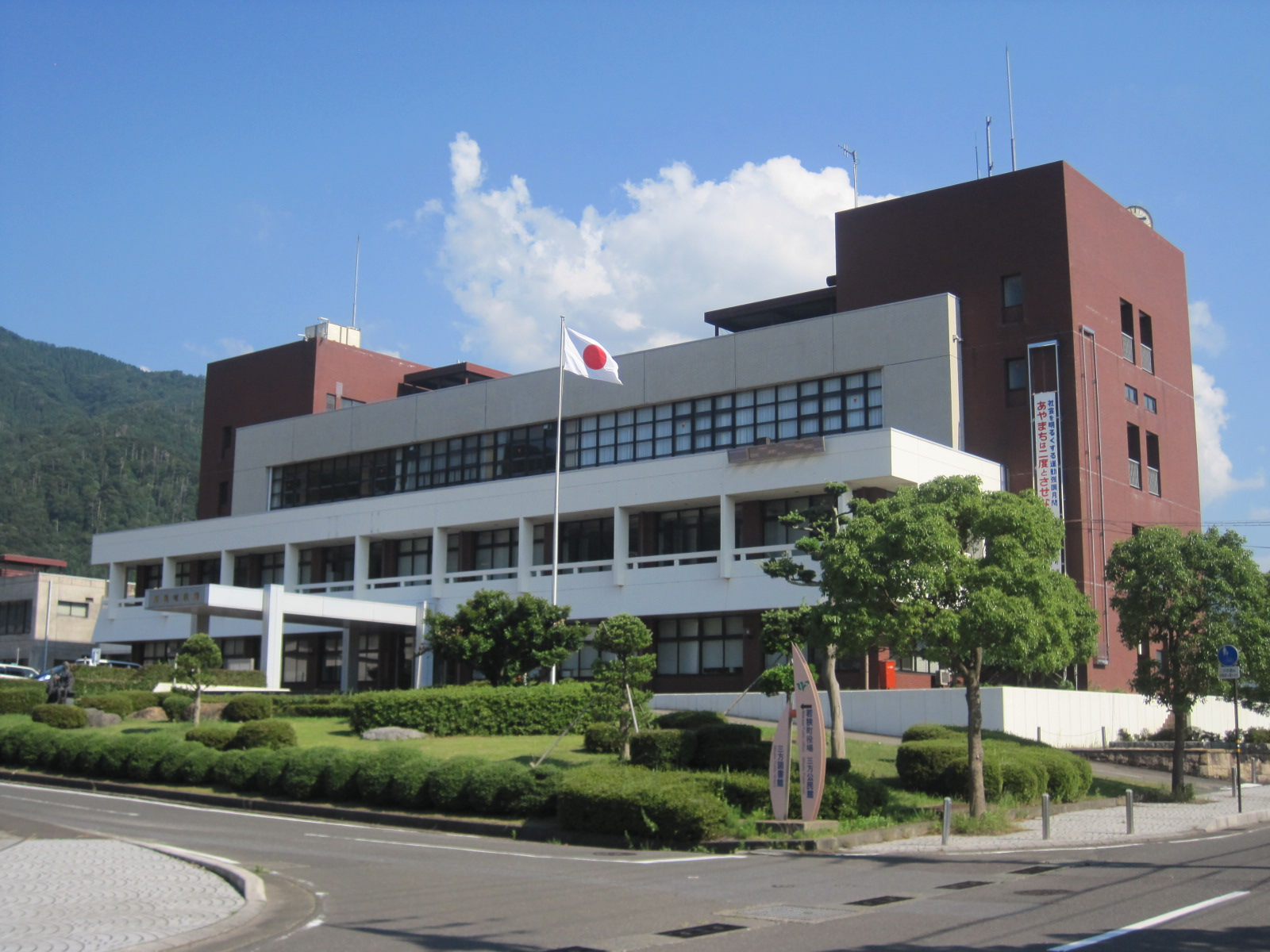
Rathaus

- Obama
- Mihama
- Takashima